# Coralie Frasse Sombet
Coralie Frasse Sombet (* 8. April 1991 in Saint-Martin-d’Hères) ist eine ehemalige französische Skirennläuferin. Sie gehörte dem A-Kader des französischen Skiverbandes an und startete überwiegend in den Disziplinen Riesenslalom und Super-G.

## Biografie
Coralie Frasse Sombet kam in Saint-Martin-d’Hères, einem Vorort von Grenoble, zur Welt und startete für den Chamrousse Ski Club. Nachdem sie mit 15 ihre ersten FIS-Rennen bestritten hatte, ging sie im Februar 2007 beim Europäischen Olympischen Jugendfestival in Jaca an den Start. Sie schied sowohl im Riesenslalom als auch im Slalom aus. Nach weiteren Wintern auf FIS-Ebene stieg sie während der Saison 2009/10 in den Europacup ein, wo sie zunächst keine Spitzenplätze einfahren konnte. Bei den Juniorenweltmeisterschaften 2011 in Crans-Montana belegte sie die Ränge acht im Riesenslalom und elf im Super-G. Im März 2013 gelang ihr in Sotschi der erste Sieg im Europacup, und sie beendete die Saison mit dem dritten Rang in der Riesenslalomwertung. Im Herbst 2013 zog sie sich im Mannschaftstraining in Tignes einen Kreuzbandriss zu, womit die bevorstehende erste volle Weltcupsaison für sie vorzeitig beendet war. In der Folgesaison 2015/16 konnte sie ihren dritten Rang in der Riesenslalomwertung wiederholen und sich erneut für den Weltcup qualifizieren.
Ihr Weltcup-Debüt gab Frasse Sombet am 27. Oktober 2012 im Riesenslalom von Sölden. Erst zwei Winter später gelang ihr am 13. März 2015 mit Platz 25 in Åre der erste Punktegewinn. In der Folgesaison 2015/16 erreichte sie einige Male die Punkteränge und ging vermehrt auch im Super-G an den Start. In die Saison 2016/17 startete sie mit einem elften Rang in Sölden. Mit den Rängen zehn in Maribor und neun in Aspen konnte sie sich in der erweiterten Weltspitze etablieren und die Riesenslalomwertung auf dem 17. Gesamtrang abschließen. Bei den Weltmeisterschaften 2017 in St. Moritz schied sie im ersten Durchgang des Riesenslaloms aus. Am Ende der Saison belegte sie mit dem französischen Team Rang drei im Mannschaftswettbewerb. Während der Vorbereitung auf den Beginn der Saison 2017/18 entzündete sich das Kreuzband in ihrem linken Knie, das vier Jahre zuvor operiert worden war, weshalb sie auf die ersten Rennen des Winters verzichtete. Das Knie verheilte jedoch nicht richtig, sodass sie beim Riesenslalom von Lenzerheide am 27. Januar 2018 einen Kreuzbandriss erlitt. Sie verpasste den Rest der Saison und somit auch die Olympischen Winterspiele 2018.
Wieder genesen, fuhr Frasse Sombet in der Saison 2018/19 dreimal unter die besten 15. Die besten Ergebnisse des Winters erzielte sie bei den Weltmeisterschaften 2019 in Åre als Fünfte im Mannschaftswettbewerb und Neunte im Riesenslalom. Vier Top-15-Platzierungen gelangen ihr im Winter 2019/20, in der darauf folgenden Saison jedoch nur eine. Bei den Weltmeisterschaften 2021 in Cortina d’Ampezzo fuhr sie im Parallelrennen auf den neunten Platz. Frasse Sombet qualifizierte sich für die Olympischen Winterspiele 2022 in Peking, wo sie im Mannschaftswettbewerb den fünften Platz belegte. Gegen Ende der Saison 2021/22 erzielte sie zwei Platzierungen unter den besten zehn, was ihr seit fünf Jahren nicht mehr gelungen war. Das beste Ergebnis ihrer Karriere in einem Weltcup-Einzelrennen schaffte Frasse Sombet am 7. Januar 2023 in Kranjska Gora, wo sie im Riesenslalom den sechsten Platz belegte. Bei den Weltmeisterschaften 2023 in Méribel klassierte sie sich sowohl im Parallelrennen als auch im Riesenslalom als Neunte. Nach dem Saisonfinale in Soldeu trat sie vom Spitzensport zurück.

## Erfolge

### Olympische Spiele
- Peking 2022: 5. Mannschaftswettbewerb, 17. Riesenslalom

### Weltmeisterschaften
- Åre 2019: 5. Mannschaftswettbewerb, 9. Riesenslalom
- Cortina d’Ampezzo 2021: 9. Parallelrennen, 14. Riesenslalom
- Méribel 2023: 7. Mannschaftswettbewerb, 9. Parallelrennen, 9. Riesenslalom

### Weltcup
- 6 Platzierungen unter den besten zehn in Einzelrennen
- 1 Podestplatz bei Mannschaftswettbewerben

### Weltcupwertungen
| Saison  | Gesamt | Gesamt | Super-G | Super-G | Riesenslalom | Riesenslalom | Slalom | Slalom | Parallel | Parallel |
| Saison  | Platz  | Punkte | Platz   | Punkte  | Platz        | Punkte       | Platz  | Punkte | Platz    | Punkte   |
| ------- | ------ | ------ | ------- | ------- | ------------ | ------------ | ------ | ------ | -------- | -------- |
| 2014/15 | 110.   | 6      | –       | –       | 45.          | 6            | –      | –      | –        | –        |
| 2015/16 | 82.    | 54     | 35.     | 23      | 36.          | 31           | –      | –      | –        | –        |
| 2016/17 | 55.    | 143    | 57.     | 2       | 17.          | 141          | –      | –      | –        | –        |
| 2017/18 | 88.    | 37     | –       | –       | 30.          | 36           | 60.    | 1      | –        | –        |
| 2018/19 | 68.    | 70     | –       | –       | 25.          | 70           | –      | –      | –        | –        |
| 2019/20 | 60.    | 101    | –       | –       | 17.          | 86           | –      | –      | 28.      | 15       |
| 2020/21 | 66.    | 57     | –       | –       | 29.          | 35           | –      | –      | 12.      | 22       |
| 2021/22 | 43.    | 193    | –       | –       | 11.          | 167          | –      | –      | 10.      | 26       |
| 2022/23 | 58.    | 101    | –       | –       | 19.          | 101          | –      | –      | –        | –        |

### Europacup
- Saison 2012/13: 3. Riesenslalomwertung
- Saison 2015/16: 3. Riesenslalomwertung
- Saison 2021/22: 10. Riesenslalomwertung
- 8 Podestplätze, davon 2 Siege:

| Datum           | Ort      | Land       | Disziplin    |
| --------------- | -------- | ---------- | ------------ |
| 14. März 2013   | Sotschi  | Russland   | Riesenslalom |
| 15. Januar 2022 | Orcières | Frankreich | Riesenslalom |

### Juniorenweltmeisterschaften
- Crans-Montana 2011: 8. Riesenslalom, 11. Super-G

### Weitere Erfolge
- Französische Vizemeisterin im Super-G 2016
- 1 Sieg im South American Cup
- 13 Siege in FIS-Rennen